# Волицька сільська рада (Красилівський район)
Волицька сільська́ ра́да — адміністративно-територіальна одиниця та орган місцевого самоврядування у Красилівському районі Хмельницької області. Адміністративний центр — село Волиця.

## Загальні відомості
- Територія ради: 25,323 км²
- Населення ради: 1 225 осіб (станом на 2001 рік)
- Територією ради протікає річка Случ

## Населені пункти
Сільській раді були підпорядковані населені пункти:
- с. Волиця
- с. Дубище
- с. Новодубище

## Склад ради
Рада складалася з 16 депутатів та голови.
- Голова ради: Сторожук Валентина Миколаївна
- Секретар ради: Давидун Олена Іванівна

### Керівний склад попередніх скликань
| Прізвище, ім'я, по батькові   | Основні відомості                                                               | Дата обрання | Дата звільнення |
| ----------------------------- | ------------------------------------------------------------------------------- | ------------ | --------------- |
| Зеленюк Олександр Йосипович   | Сільський голова, 1950 року народження, член Соціалістичної партії України      | 26.03.2006   | 31.10.2010      |
| Сторожук Валентина Миколаївна | Сільський голова, 1968 року народження, освіта середня спеціальна, позапартійна | 31.10.2010   |                 |

Примітка: таблиця складена за даними сайту Верховної Ради України

### Депутати
За результатами місцевих виборів 2010 року депутатами ради стали:

#### За суб'єктами висування
| Суб'єкт висування            | Кількість обраних депутатів | %    |
| ---------------------------- | --------------------------- | ---- |
| Самовисування                | 9                           | 56,3 |
| Народна партія               | 4                           | 25   |
| Партія регіонів              | 2                           | 12,5 |
| Соціалістична партія України | 1                           | 6,3  |

#### За округами
| № округу                     | Прізвище, ім'я, по батькові  | Дата визнання обраним | Освіта             | Партійна приналежність | Відомості про обраного депутата                                                     |
| ---------------------------- | ---------------------------- | --------------------- | ------------------ | ---------------------- | ----------------------------------------------------------------------------------- |
| Народна Партія               |                              |                       |                    |                        |                                                                                     |
| 1                            | Пасічник Наталія Іванівна    | 04.11.2010            | середня спеціальна | член Народної партії   | Волицька сільська рада, бухгалтер                                                   |
| 2                            | Колодюк Віра Євгеніївна      | 04.11.2010            | вища               | член Народної партії   | тимчасово не працює                                                                 |
| 3                            | Сокол Ніна Степанівна        | 04.11.2010            | вища               | член Народної партії   | котельня Волицької загальноосвітньої школи, оператор                                |
| 13                           | Окончук Валентина Григорівна | 04.11.2010            | незакінчена вища   | позапартійна           | загальноосвітня школа, вихователь ГПД                                               |
| Партія регіонів              |                              |                       |                    |                        |                                                                                     |
| 4                            | Панасик Іван Улянович        | 04.11.2010            | середня            | позапартійний          | тимчасово не працює                                                                 |
| 9                            | Зеленюк Валентина Миколаївна | 04.11.2010            | вища               | позапартійна           | загальноосвітня школа, вчитель                                                      |
| Соціалістична партія України |                              |                       |                    |                        |                                                                                     |
| 10                           | Бондар Антоніна Антонівна    | 04.11.2010            | середня спеціальна | позапартійна           | дошкільний навчальний заклад «Пролісок», завідувачка                                |
| Самовисування                |                              |                       |                    |                        |                                                                                     |
| 5                            | Повторено Тетяна Петрівна    | 04.11.2010            | середня спеціальна | член Єдиного Центру    | Красилівський територіальний центр соціального обслуговування, соціальний працівник |
| 6                            | Давидун Олена Іванівна       | 04.11.2010            | середня спеціальна | позапартійна           | домогосподарка                                                                      |
| 7                            | Лук'янчук Надія Миколаївна   | 04.11.2010            | середня спеціальна | позапартійна           | тимчасово не працює                                                                 |
| 8                            | Галащук Галина Федорівна     | 04.11.2010            | середня спеціальна | позапартійна           | їдальня загальноосвітньої школи, кухар                                              |
| 11                           | Чаке Ніна Степанівна         | 04.11.2010            | середня спеціальна | позапартійна           | загальноосвітня школа, вчитель                                                      |
| 12                           | Федорчук Сава Матвійович     | 04.11.2010            | середня спеціальна | позапартійний          | Красилівський цукровий завод, наладчик КІПа                                         |
| 14                           | Вачева Лариса Леонідівна     | 04.11.2010            | середня спеціальна | позапартійна           | клуб с. Дубище, завідувачка                                                         |
| 15                           | Яремчик Євгена Миколаївна    | 04.11.2010            | середня спеціальна | позапартійна           | Коопзаготпром, бухгалтер                                                            |
| 16                           | Шевчук Ірина Василівна       | 04.11.2010            | середня спеціальна | позапартійна           | тимчасово не працює                                                                 |